# Inhalt (Polynom)
Als Inhalt (engl. content) eines Polynoms über einem Ring {\displaystyle R} bezeichnet man den größten gemeinsamen Teiler (in {\displaystyle R}) der Koeffizienten des Polynoms. Die Abhängigkeit vom Ring ist dabei essentiell.
Eine Anwendung hat dieser Begriff im Satz von Gauß. Dieser stellt den Inhalt eines Produktes von zwei Polynomen in Bezug zum Inhalt seiner Faktoren. Dieses Resultat ist theoretisch sehr interessant, da man damit nachweisen kann, dass Polynomringe in endlich vielen Variablen über faktoriellen Ringen, insbesondere über Körpern, faktoriell sind. Praktisch kann man den Satz auch nutzen, um Einschränkungen von rationalen Nullstellen eines Polynoms mit ganzen Koeffizienten zu erhalten. Insbesondere lassen sich die Kandidaten für rationale Nullstellen auf endlich viele reduzieren, dies kann bei der Faktorisierung von Polynomen nützlich sein.

## Definition

### Für einen faktoriellen Ring
Sei {\displaystyle \textstyle f=\sum _{k=0}^{n}a_{k}x^{k}\neq 0} ein Polynom mit Koeffizienten aus einem beliebigen faktoriellen Ring {\displaystyle R}. Dann ist {\displaystyle \operatorname {ggT} _{R}(a_{0},\dotsc ,a_{n})} der Inhalt von {\displaystyle f} und wird im Folgenden mit {\displaystyle \operatorname {inhalt} _{R}(f)} bezeichnet, wobei in der Literatur teilweise auch die englische Bezeichnung {\displaystyle \operatorname {cont} _{R}(f)} verwendet wird. Der Inhalt ist bis auf eine Einheit eindeutig bestimmt. Weiter wird {\displaystyle \operatorname {inhalt} _{R}(0):=0} festgelegt.

### Für den Quotientenkörper über einem faktoriellen Ring
Es sei {\displaystyle R} ein faktorieller Ring und {\displaystyle K} der Quotientenkörper. Die Elemente des Quotientenkörpers kann man mit Hilfe der Primelemente wie folgt schreiben.
{\displaystyle a=ep_{1}^{k_{1}}p_{2}^{k_{2}}\dotsm p_{l}^{k_{l}}\in K^{*}} mit {\displaystyle k_{1},\dotsc ,k_{l}\in \mathbb {Z} ,\ e\in R^{*}} und {\displaystyle p_{1},\dotsc ,p_{l}\in R} paarweise nicht assoziierte Primelemente.
Die auftretenden Exponenten sind eindeutig bestimmt und man kann für jedes Primelement {\displaystyle p_{1}} die Bewertung
{\displaystyle \nu _{p_{1}}(a):=\mathrm {ord} _{p_{1}}(a):=k_{1}} mit {\displaystyle a=ep_{1}^{k_{1}}p_{2}^{k_{2}}\dotsm p_{l}^{k_{l}}} wie oben definieren.
Damit lässt sich nun die Ordnung für ein Polynom mit Koeffizienten aus dem Körper {\displaystyle K} bestimmen.
{\displaystyle \mathrm {ord} _{p}(f):=\nu _{p}(f):=\min \limits _{i=0,\dotsc ,n}\nu _{p}(a_{i})}, wobei {\displaystyle f=\sum _{k=0}^{n}a_{k}x^{k}\in K[X]\backslash \{0\}}.
Weiter lässt sich nun der Inhalt von {\displaystyle f} definieren über
{\displaystyle \mathrm {cont} _{R}(f):=\mathrm {inhalt} _{R}(f):=\prod _{p\in P}p^{\mathrm {ord} _{p}(f)}}
Dabei sei {\displaystyle P} eine maximale Menge paarweise nicht assoziierter Primelemente aus {\displaystyle R}.
Zur Vollständigkeit definiert man dann noch
{\displaystyle \nu _{p}(0):=\mathrm {ord} _{p}(0):=\infty } und {\displaystyle \mathrm {cont} _{R}(0):=\mathrm {inhalt} _{R}(0):=0}
Wie im Falle eines Quotientenkörpers ist der Inhalt nur bis auf Assoziiertheit eindeutig bestimmt (eine andere Wahl von {\displaystyle P} führt zur Multiplikation des Inhalts mit einer Einheit aus {\displaystyle R}).
Die beiden Definitionen stimmen für Polynome über dem Ring {\displaystyle R} überein, die zweite Definition ist eine echte Verallgemeinerung der ersten.
Falls klar ist, aus welchem Ring die Koeffizienten von {\displaystyle f} stammen, schreibt man auch einfach {\displaystyle \mathrm {inhalt} (f)}.

## Beispiele
Beispiel 1 (Zur 1. Definition):
Der Inhalt von {\displaystyle f=6x^{3}+9x+12} als Polynom mit Koeffizienten aus {\displaystyle \mathbb {Z} } ist
{\displaystyle \mathrm {inhalt} _{\mathbb {Z} }(f)=\mathrm {ggT} _{\mathbb {Z} }(6,0,9,12)=3}
oder auch {\displaystyle -3}. Fassen wir {\displaystyle f} dagegen als Polynom mit Koeffizienten aus {\displaystyle \mathbb {Q} } auf, so erhalten wir
{\displaystyle \mathrm {inhalt} _{\mathbb {Q} }(f)=\mathrm {ggT} _{\mathbb {Q} }(6,0,9,12)=1}
oder jede andere rationale Zahl außer der Null.
Beispiel 2 (Zur 2. Definition):
Der Inhalt von {\displaystyle f=x^{3}+{\tfrac {3}{2}}x+2} als Polynom mit Koeffizienten aus {\displaystyle K=\mathbb {Q} } als Quotientenkörper von {\displaystyle R=\mathbb {Z} } ist
{\displaystyle \mathrm {inhalt} _{\mathbb {Z} }(f)={\frac {1}{2}}}
oder auch {\displaystyle -{\frac {1}{2}}}. Fassen wir {\displaystyle f} dagegen als Polynom mit Koeffizienten aus {\displaystyle K=R=\mathbb {Q} } auf, so erhalten wir
{\displaystyle \mathrm {inhalt} _{\mathbb {Q} }(f)=1}
oder jede andere rationale Zahl außer der Null.

## Bemerkungen
Polynome, deren Inhalt eine Einheit ist, heißen primitiv. Mit {\displaystyle \mathrm {pp} (f):={\tfrac {f}{\mathrm {inhalt} _{R}(f)}}} wird der primitive Anteil (engl. primitive part) bezeichnet.
Ein Polynom mit Koeffizienten aus dem Quotientenkörper eines faktoriellen Rings {\displaystyle R} ist genau dann aus dem Polynomring über {\displaystyle R}, wenn der Inhalt in {\displaystyle R} liegt.

## Lemma von Gauß

### Aussage
Es sei {\displaystyle R} ein faktorieller Ring und {\displaystyle K} sein Quotientenkörper, dann gilt für {\displaystyle f,g\in K[X]}
{\displaystyle \mathrm {inhalt} _{R}(f\cdot g)=\mathrm {inhalt} _{R}(f)\cdot \mathrm {inhalt} _{R}(g)},
insbesondere ist das Produkt zweier primitiver Polynome wieder primitiv.

### Korollare
Als Lemma von Gauß werden oft auch die vier folgenden Korollare aus dieser Aussage bezeichnet:
- Der Polynomring {\displaystyle R[X]} über einem faktoriellen Ring {\displaystyle R} ist faktoriell.
- Wenn ein nicht-konstantes Polynom (in einer Variablen) über einem faktoriellen Ring irreduzibel ist, dann ist es auch über seinem Quotientenkörper irreduzibel.
- Wenn ein normiertes Polynom eine Nullstelle im Quotientenkörper hat, dann liegt diese bereits im Ring selbst.
- Das Produkt zweier normierter Polynome {\displaystyle f,g} mit rationalen Koeffizienten hat nur dann ganzzahlige Koeffizienten, wenn bereits die Koeffizienten von {\displaystyle f} und {\displaystyle g} ganzzahlig sind.

Weitere Korollare sind:
- Ist ein Polynom aus dem Ring gegeben, so kann jede Nullstelle im Quotientenkörper derart als Bruch dargestellt werden, dass der Nenner ein Teiler des höchsten Koeffizienten und der Zähler ein Teiler des Absolutgliedes ist (siehe auch Satz über rationale Nullstellen).
- Die Primelemente in dem Polynomring {\displaystyle R[X]} über einem faktoriellen Ring {\displaystyle R} sind genau die Primelemente des Ringes zusammen mit den primitiven Primelementen des Polynomringes {\displaystyle K[X]} über dem Quotientenkörper {\displaystyle K} von {\displaystyle R}.
- Ist {\displaystyle R} ein faktorieller Ring, dann ist der Polynomring in endlich vielen Variablen {\displaystyle R[X_{1},\dotsc ,X_{n}]} faktoriell.

### Beweisidee
Zuerst überzeugt man sich, dass dies für {\displaystyle f\in K} gilt. Man kann also annehmen, dass {\displaystyle f,g} primitiv (also {\displaystyle f,g,fg\in R[X]}) sind, und muss somit nur diesen Spezialfall des Satzes zeigen. Man erkennt auch leicht, dass
{\displaystyle \mathrm {inhalt_{R}} (f)=1\Leftrightarrow \forall p{\text{ Primelement}}:\ f+pR[X]\neq 0\in R[X]/pR[X]\cong (R/pR)[X]}
Dann ist der Satz aber trivial, denn {\displaystyle R/pR} und damit {\displaystyle (R/pR)[X]} ist ein Integritätsring, weil {\displaystyle pR} ein Primideal ist.
Zum ersten Korollar:
Man beweist, dass alle Primelemente des Ringes und alle primitiven Primelemente von {\displaystyle K[X]} prim in {\displaystyle R[X]} sind. Wenn man den Fakt ausnutzt, dass {\displaystyle K[X]} als Euklidischer Ring faktoriell ist, kann man jedes Element aus {\displaystyle R[X]} als Produkt dieser Primelemente schreiben (dies musste man zeigen). Die anderen Korollare benötigen keine Beweisidee. Man muss einfach die Aussagen direkt nachweisen.

### Historisch
Gauß selbst zeigt in den Disquisitiones Arithmeticae (art. 42) die Variante:
- Das Produkt zweier normierter Polynome {\displaystyle f,g} mit rationalen Koeffizienten hat nur dann ganzzahlige Koeffizienten, wenn bereits die Koeffizienten von {\displaystyle f} und {\displaystyle g} ganzzahlig sind.

### Anwendung
- {\displaystyle f=6x^{7}+23x^{3}+9x^{2}-12x+24} ist nicht durch {\displaystyle g=6x^{4}+9x^{3}+3x^{2}+3x+3} teilbar in {\displaystyle \mathbb {Z} [X]}, denn der Inhalt von {\displaystyle f} ist 1 und von {\displaystyle g} 3.
- {\displaystyle f=2x^{7}+x^{3}+x^{2}+3x+1} hat keine rationalen Nullstellen, denn die einzig möglichen rationalen Nullstellen wären nach Gauß {\displaystyle \pm {\tfrac {1}{2}}} und {\displaystyle \pm 1}.
- {\displaystyle f=2x^{3}+2x+3} ist irreduzibel als Polynom in {\displaystyle \mathbb {Q} }, denn es hat Grad 3 und keine rationale Nullstellen (Mit Gauß muss man nur endlich viele überprüfen).
- {\displaystyle f=8x^{5}-8x^{4}+2x^{3}-8x^{2}-6x} ist als Polynom in {\displaystyle \mathbb {C} } zu faktorisieren. Dabei nimmt man zuerst folgende triviale Faktorisierungen vor (primitiv machen und {\displaystyle x} mit maximaler Potenz ausklammern!):

{\displaystyle f=8x^{5}-8x^{4}+2x^{3}-8x^{2}-6x=2x(4x^{4}-4x^{3}+x^{2}-4x-3)}
Und damit hat das verbleibende Polynom die möglichen rationalen Nullstellen nach Gauß
{\displaystyle \pm 1,\ \pm 3,\pm {\frac {1}{2}},\pm {\frac {1}{4}},\pm {\frac {3}{2}},\pm {\frac {3}{4}}}
Durch Einsetzen erkennt man, dass nur {\displaystyle -{\tfrac {1}{2}}} und {\displaystyle {\tfrac {3}{2}}} die rationalen Nullstellen sind. Und durch Polynomdivision ergibt sich
{\displaystyle f=2x(x^{2}+1)\left(x+{\frac {1}{2}}\right)\left(x-{\frac {3}{2}}\right)=2x(x-i)(x+i)\left(x+{\frac {1}{2}}\right)\left(x-{\frac {3}{2}}\right)}